# خليج توبلي
خليج توبلي هو خليج في شرق البحرين ما بين جزيرة البحرين وجزيرة سترة. الجزء الجنوبي مرتبط بشبه جزيرة المنامة. توجد جزيرة النبيه صالح في الخليج.
كانت المنطقة معروفة بالحياة البحرية الغنية والطيور وأشجار الأيكة الساحلية. ازدهرت أشجار الأيكة الساحلية بفضل ينابيع المياه العذبة. الخليج أرض خصبة لتربية الروبيان والأسماك. بل أن المنطقة مستوطنة من قبل العديد من الطيور المهاجرة.
يعاني اليوم خليج توبلي من استصلاح الأراضي بشكل غير قانوني والتلوث البيئي وتناقص إمدادات المياه العذبة من الينابيع. خفض استصلاح الأراضي حجم الخليج من 25 كيلومتر مربع في عقد 1960 إلى 11 كيلومتر مربع فقط. تم تخفيض أشجار القرم التي كانت موجودة على امتداد جزء كبير من الساحل لبضعة بقع صغيرة في رأس سند ورأس توبلي.
في عام 1997 أضيف خليج توبلي إلى قائمة رامسار للأراضي الرطبة ذات الأهمية الدولية.
تم تنفيذ كورنيش خليج توبلي على مساحة تبلغ 15,000 متر مربع يتضمن واجهات بحرية ومسحطات خضراء واستراحات عائلية ومرافق عامة وخدمات بحيث يكون مشروعا عائليا ترفيهيا يمثل المرحلة الأولى من تطوير الخليج في عام 2014.